# おおすかてんちょ〜
おおすかてんちょ～（1983年9月21日 - ）は、日本のお笑い芸人。本名、大須賀 顕（おおすか あきら）。静岡県湖西市出身。吉本興業所属。

## 来歴
高校卒業後、すぐに上京し、よしもと養成所に通うため1年間アルバイトをする。
NSCに9期生で1度入学するが地元の友人とコンビを組み、別の事務所でやり直そうと思い、中途退学。(結局友人は上京して来なかったためコンビ結成ならず)
サンミュージックのお笑い養成所から再スタートを切ろうと思ったが、誤ってタレントコースに入学してしまい、サンミュージックでお笑い芸人になることは出来なかった。
養成所の卒業公演で元NSC7期生の小松淳兵と出逢う。
彼もまた芸人としての再スタートの場にサンミュージックを選んだが、大須賀同様に誤ってタレントコースに入学していた。
意気投合した2人はコンビを結成し、「ひよこまみれ」として活動をスタートさせる。
2007年～2010年に吉本興業が企画制作、ロッキング・オンが運営したお笑いのライブイベント ｢LIVE STAND｣を2人で観劇、魅了させる。
共に出戻りという形で14期生として再入学。
ただ、大須賀自身は9期生として卒業しておらず、9期生弄りをされることを嫌うため、このエピソードはほとんど語られない。
14期生の養成所時代は既に他所の事務所でお笑いをやっていたという噂が広まり｢あいつらどんなネタをやるんだ？｣という周りからのプレッシャーを感じてなかなかネタを披露出来なかったが、機を熟した頃に｢ハンカチ落とし｣という伝説のコントを披露する。
それまでミステリアスな存在としてどこか恐れられていた｢ひよこまみれ｣はこのコントを機に一転して嘲笑されるようになる。
舞台での罰ゲームにより2020年1月からSHOWROOM1年間毎日配信が決定。だが残り約１ヶ月のところで自身のミスにより連続配信記録を途絶えさせる。しかしノーカウントということにして2021年1月無事？1年間毎日配信を達成。

## 賞レースなどでの戦績
- 2020年1月R-1グランプリに出場、2回戦進出
- 2020年8月30日、M-1グランプリに出場するため元サムタイムズの井上彩輝(嘘野源)と初ブリンカーを結成、2回戦進出